# Gornji Srebrenik
Gornji Srebrenik es un pueblo en el municipio de Srebrenik, Bosnia y Herzegovina.

## Geografía
El área alrededor de Gornji Srebrenik está casi cubierta de campos. El clima es hemiboreal. La temperatura promedio es de 11 °C. El mes más cálido es julio, con 22 °C, y el más frío es febrero, con 2 °C. La precipitación media es de 1205 milímetros al año. El mes más lluvioso es mayo, con 240 milímetros de lluvia, y el más seco es noviembre, con 64 milímetros.

## Demografía
Según el censo de 2013, su población era de 704 habitantes.
| 1266       | 1176 | 993 | 763 | 704 |
| (Fuente: ) |      |     |     |     |